# Djão
João Marques de Jesus Lopes, plus communément appelé Djão, né le 16 août 1958 à Tete au Mozambique portugais et mort le 7 janvier 2023, est un footballeur portugais. Il évoluait au poste d'attaquant.

## Biographie

### En club
Formé dans le club mozambicain du Textáfrica do Chimoio, il part au Portugal en 1977 jouer au GD Chaves en deuxième division portugaise,,.
En 1979, il est transféré au CF Belenenses et découvre la première division. Il évolue dans le club lisboète durant huit saisons,,.
De 1987 à 1990, il est joueur du FC Penafiel,,.
Lors de la saison 1990-1991, Djão est joueur du FC Marco en deuxième division,,.
En 1991, il est transféré au Rebordosa Atlético Clube en troisième division. Il raccroche les crampons à l'issue de la saison 1993-1994,,
Il dispute un total de 249 matchs pour 48 buts marqués en première division portugaise,.

### En équipe nationale
International portugais, il reçoit une unique sélection en équipe du Portugal. Le 29 septembre 1981, il dispute un match amical contre la Pologne (victoire 2-0 à Lisbonne).